# Demetri d'Atenes
Demetri d'Atenes (en llatí Demetrius, en grec antic Δημήτριος) fou un poeta èpic i còmic atenenc de la vella comèdia que vivia segurament al final del segle V aC.
L'esmenta Diògenes Laerci. Per algunes referències se sospita que hi va haver un altre Demetri poeta èpic, però de la nova comèdia, que va viure més tard (al segle III aC). El vell poeta va escriure la Σικελία o Σικελοί, citada per Ateneu i altres, i el jove hauria escrit la Ἀρεοπαγίτης, de la que se'n conserva un fragment, obra igualment mencionada per Ateneu.